# Хонджон (ван Чосона)
Хонджон (кор. 헌종, 憲宗, Heonjong; 18 июля 1827, Чхангёнгун — 6 июня 1849, Чхандоккун) — 24-й ван корейского государства Чосон, правивший с 18 декабря 1834 по 25 июля 1849 года. Имя — Хван (кор. 환, 煥, Hwan). Второе имя — Мунын (кор. 문응, 文應, Muneung).
Посмертные титулы — Чхорхё-тэван, Сон-хвандже.

## Жизнеописание
Хонджон был сыном принца Манджо и его супруги, королевы Синджон из клана Панджан, и внуком правящего корейского вана Сунджо. Принц Манджо, посмертно названный Икджоном, скончался в возрасте 21 года прежде, чем стать королём, и наследником своего деда Сунджо стал Хонджон. Он родился за три года до смерти своего отца и был его старшим ребенком. В 1834 году, в возрасте восьми лет, Хонджон взошел на корейский трон. Реальной властью он не обладал: королевство оставалось в руках влиятельного клана Кимов из Андона, к которому принадлежала бабушка юного короля, Сунвон. В 1840 году власть перешла к семье матери Хонджона, поддержавшей успешные выступления против католиков в Корее в 1839 году.
Только начиная с 1841 года ван стал сам управлять страной. 
1841 году посланник из Цусимы прибыл в Пусан и просит отправить дипломатическую миссию в Цусиму, но в ответ посольство не отправлено. 1844 году сёгунат Японии отправил прошение правительству Кореи, чтобы отправили дипломатическую миссию через Цусиму в 1846 году, но это просьба в конечном итоге  было отменено. 1847 году сёгунат Японии решил, что следующее корейское посольство будет получено в Осаке, а не до самого Эдо, но оно будет отложен до 1856 года. Этот отправка корейского посольство, в конечном счете, так и не состоялся.
В 1849 году двадцатиоднолетний король умер, так и не оставив наследника. Он был похоронен в королевской могиле Гоннун.
Через 50 лет после смерти, в 1899 году, Хонджону был присвоен титул «император Сон» (Сон-хвандже).